# Olivier Massart (scénariste)
Pour les articles homonymes, voir Olivier Massart et Massart.
Olivier Massart, né le 2 décembre 1969 à Gosselies (Belgique), est un scénariste et metteur en scène français.
Il a reçu le César du meilleur scénario en 1995 pour Les Roseaux sauvages d'André Téchiné.

## Filmographie
En tant que scénariste

### Cinéma
- 1995 : Les Roseaux sauvages d'André Téchiné
- 1998 : Déjà mort d'Olivier Dahan
- 2013 : Rendez-vous à Kiruna de Anna Novion

### Télévision
- 1985 : Clémentine, série d'animation en 39 épisodes de 22 minutes, créée par Bruno René Huchez
- 1986 : Moi Renart, série d'animation en 26 épisodes de 24 minutes, créée par Bruno René Huchez
- 1990 : CLYDE, série d'animation en 26 épisodes de 25 minutes, créée par Ronald A. Weinberg et Jean Cazes
- 1990 : Molierissimo, série d'animation en 26 épisodes de 25 minutes
- 1992 : Omer et le fils de l'étoile, série d'animation en 26 épisodes de 23 minutes créé par Frédéric Koskas, Richard Bessis et Bernard Deyriès
- 1993 : Des héros ordinaires : Les portes du ciel, un téléfilm français de Denys Granier-Deferre
- 1993 : Chip & Charly, série d'animation
- 1994 : Tous les garçons et les filles de leur âge, téléfilms sur le thème de l'adolescence, épisode Frères : La Roulette rouge
- 1997 : Samba et Leuk le lièvre, série en 26 épisodes de 26 minutes
- 2001 : Mère de toxico, téléfilm de Lucas Belvaux
- 2004 : Louis Page, série télévisée, épisode Un vieil ami

## Livres
Adaptation de la série d'animation Clémentine, textes d'Evelyne Lallemand, Olivier Massart et Gilles Taurand, illustrations de Nadine Forster d'après les dessins originaux de Pascale Moreaux.
- L'antre de feu, t. 1, Hachette et Antenne 2, coll. « Hachette Jeunesse / Clémentine », 1986, 28 p. (ISBN 978-2-01-011633-9)
- Voyage en bulle bleue, t. 2, Hachette et Antenne 2, coll. « Hachette Jeunesse / Clémentine », 1986, 28 p. (ISBN 978-2-01-011634-6)
- Clémentine dans La Forêt Enchantée, Hachette et Antenne 2, coll. « Hachette Jeunesse / Clémentine », 1986, 28 p. (ISBN 978-2-01-012104-3)
- Clémentine au Japon, Hachette et Antenne 2, coll. « Hachette Jeunesse / Clémentine », 1986, 28 p.
- Clémentine en Afrique, t. 5, Hachette et Antenne 2, coll. « Hachette Jeunesse / Clémentine », 1986, 28 p. (ISBN 978-2-01-012205-7)
- Clémentine au pays des mille et une nuits, t. 6, Hachette et Antenne 2, coll. « Hachette Jeunesse / Clémentine », 1986, 28 p. (ISBN 978-2-01-012206-4)
- Les Aventures de Clémentine, t. 7, Hachette et Antenne 2, coll. « Hachette Jeunesse / Clémentine », 1986, 28 p. (ISBN 978-2-01-012294-1)
- Clémentine en Espagne, t. 8, Hachette et Antenne 2, coll. « Hachette Jeunesse / Clémentine », 1987, 28 p. (ISBN 978-2-01-012478-5)

## Nominations et récompenses
- 1995 : César du meilleur scénario pour Les Roseaux sauvages (avec Gilles Taurend et André Téchiné)[1]